# Buscando a Miguel
Buscando a Miguel es una película dramática colombiana de 2007 dirigida y escrita por Juan Fischeren y protagonizada por Luis Fernando Bohórquez, Laura García y Marcela Carvajal. Basada en una historia real, Buscando a Miguel es la segunda experiencia de Fischer como director.

## Sinopsis
Miguel es un político colombiano joven y muy ambicioso con una brillante carrera por delante. Nacido de una familia adinerada, ve el mundo desde una posición de privilegio y está ciego a la realidad de quienes lo rodean. Miguel ha dejado las ruedas en marcha para postularse para un cargo, pero el destino parece tener otros planes. Después de ser víctima de un ataque violento; un Miguel desnudo, no identificado e inconsciente es presentado ante un doctor como un NN. Vuelve a revivir inesperadamente en la sala de autopsias y deja a los que están frente a él en estado de shock, pero él es el más sorprendido, pues no tiene recuerdos, nombre ni destino. Finalmente escapa pero descubre que no sabe quién es... Juan Fischer, su director es uno de los pocos maestros de actuación en el mundo que ha sido formalmente entrenado para ser profesor del método de Lee Strasberg por la famosa profesora y actriz Elaine Eiken, la alumna preferida de Lee, con quién estudió por siete años, luego de terminar sus estudios en The Lee Strasberg Institute. Esto hace que Juan sea parte de una tradición actoral y de docencia que tiene tiene su inicio con Constantin Stanislavsky, quien fue maestro de Richard Boleslavsky, quien fundó The American Laboratory Theater en Nueva York, donde Lee Strasberg aprendió el método de actuación. Es gracias a Lee Strasberg que El Actor Studio trasformó el estilo y técnica actoral norteamericano, al entrenar a los más reconocidos actores mundiales, como Marlon Brando, Robert De Niro, Al Pacino, James Dean, Robert Duval, Shelly Winters, Geraldine Page, Julie Harris, Anne Banncroft, Rod Steiger, Eli Wallace, Sidney Poitier, Dustin Hoffman, Marlyn Monroe, Jack Nicholson, Tom Hanks, Alec Baldwin, Christian Bale, Philip Seymour Hoffman, Leonardo De Caprio etc
Juan Fischer también estudió teatro en el Transform Theater en Berlín, Alemania, etnografía visual en la Freie Universität Berlin, guion cinematográfico en The New School y edición en School of Visual Arts, en Nueva York.
Juan Fischer es productor y director de cine y teatro, actor de teatro, de cine y de televisión. Se inició como actor en "Kapri, Musik die Sich Entfent", dirigida por Ferry Radax (Capri, Italia, 1984), y desde entonces ha trabajado en más de una docena de obras de teatro, incluyendo Bent en el Teatro Nacional, dirigida por Gustavo Londoño, películas y series de televisión en Colombia y Estados Unidos.  Su primer largometraje fue EL SÉPTIMO CIELO, en el cual trabajó como director, productor y guionista. El Séptimo Cielo recibió el premio como mejor película en el Festival de Cine de Bogotá y fue galardonado por el Ministerio de la Cultura en la Convocatoria de Posproducción en 1997
Actualmente dirige el grupo teatral Espacio Privado.

## Reparto
- Luis Fernando Bohórquez  - Miguel
- Laura García - Sol
- Ana María Kamper - Leonor
- Juan Sebastián Aragón  - Alfonso
- Pedro Mogollón - Ernesto
- Mónica Gómez - Helena
- Marcela Carvajal – Mónica
- Guido Molina - Cesar

## Recepción
Buscando a Miguel recibió críticas positivas. La película tiene una calificación de 6.9/10 en IMDb, según 115 reseñas. En Film Affinity, tiene una calificación promedio de 6.1/10 con 142 reseñas. The fim ganó el premio Golden Lotus a la mejor escritura y ha sido especialmente elogiado por sus temas y su actuación. En 2009, Laura García, coprotagonista, ganó el Premio a la Mejor Actriz en los Festivales de Beijing y en el Big Apple Latino Film Festival de Nueva York por su papel de Sol en la película.